# Chiaki Takanori
Chiaki Takanori (千明 聖典, sinh ngày 19 tháng 7 năm 1987) là một cầu thủ bóng đá người Nhật Bản thi đấu cho SC Sagamihara.

## Thống kê câu lạc bộ
Cập nhật đến ngày 23 tháng 2 năm 2018.
| Thành tích câu lạc bộ | Thành tích câu lạc bộ       | Thành tích câu lạc bộ | Giải vô địch | Giải vô địch | Cúp                   | Cúp                   | Tổng cộng | Tổng cộng |
| Mùa giải              | Câu lạc bộ                  | Giải vô địch          | Số trận      | Bàn thắng    | Số trận               | Bàn thắng             | Số trận   | Bàn thắng |
| Nhật Bản              | Nhật Bản                    | Nhật Bản              | Giải vô địch | Giải vô địch | Cúp Hoàng đế Nhật Bản | Cúp Hoàng đế Nhật Bản | Tổng cộng | Tổng cộng |
| --------------------- | --------------------------- | --------------------- | ------------ | ------------ | --------------------- | --------------------- | --------- | --------- |
| 2006                  | Ryutsu Keizai University FC | JFL                   | 5            | 0            | 0                     | 0                     | 5         | 0         |
| 2007                  | Ryutsu Keizai University FC | JFL                   | 20           | 0            | 0                     | 0                     | 20        | 0         |
| 2008                  | Ryutsu Keizai University FC | JFL                   | 10           | 0            | 2                     | 0                     | 12        | 0         |
| 2009                  | Ryutsu Keizai University FC | JFL                   | 9            | 3            | 2                     | 2                     | 11        | 5         |
| 2010                  | Fagiano Okayama             | J2 League             | 11           | 0            | 0                     | 0                     | 11        | 0         |
| 2011                  | Fagiano Okayama             | J2 League             | 33           | 1            | 2                     | 0                     | 35        | 1         |
| 2012                  | Fagiano Okayama             | J2 League             | 36           | 0            | 2                     | 0                     | 38        | 0         |
| 2013                  | Fagiano Okayama             | J2 League             | 39           | 1            | 1                     | 0                     | 40        | 0         |
| 2014                  | Fagiano Okayama             | J2 League             | 34           | 0            | 1                     | 0                     | 35        | 0         |
| 2015                  | Fagiano Okayama             | J2 League             | 19           | 0            | 0                     | 0                     | 19        | 0         |
| 2016                  | Oita Trinita                | J3 League             | 13           | 0            | 2                     | 0                     | 15        | 0         |
| 2017                  | SC Sagamihara               | J3 League             | 23           | 0            | –                     | –                     | 23        | 0         |
| Tổng                  | Tổng                        | Tổng                  | 252          | 5            | 12                    | 2                     | 264       | 7         |